# Quasar Industries
Quasar Industries este o companie din Petroșani care desfășoară activități de producție a sistemelor de uși și ferestre din PVC și aluminiu, care face parte din grupul Quasar.
Compania desfășoară activități de producție, comercializare și montare a tâmplăriei din PVC și aluminiu, fațade ventilate, pereți cortină aluminiu, termopan și diverse tipuri de uși pentru garaj.
Compania Quasar Industries a fost înființată în anul 1993, având ca principal domeniu de activitate producerea de sisteme de uși și ferestre din aluminiu.
Începând cu anul 1999, compania a început să producă sisteme de uși și ferestre din PVC și aluminiu și geam termoizolant.
În anul 2007, compania deținea o rețea de 20 de magazine prin intermediul cărora desfășura activități de comercializare a produselor proprii în marile orașe din țară.
Număr de angajați în 2007: 180
Cifra de afaceri în 2006: 17,5 milioane euro